# Démophoon

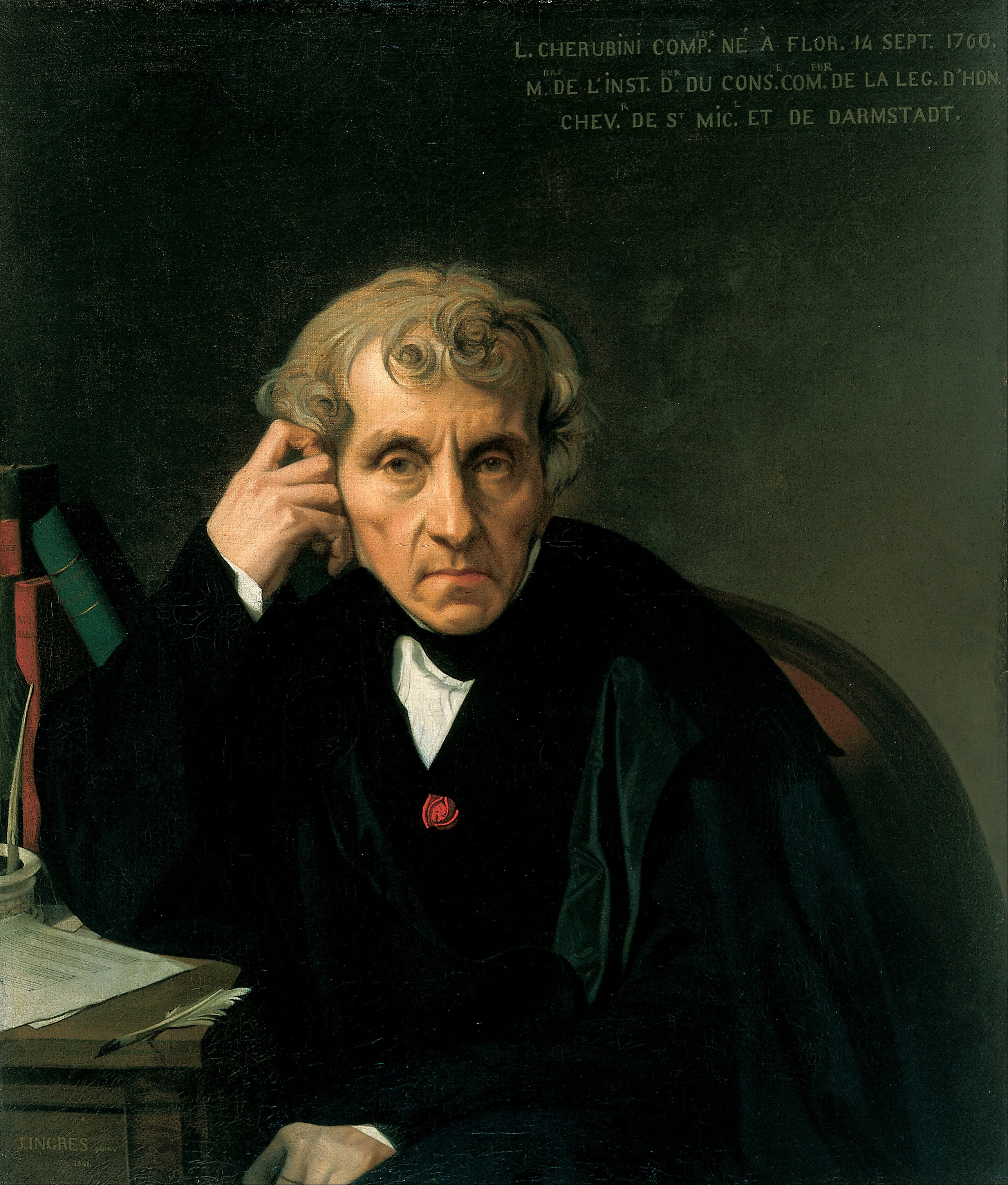
Luigi Cherubini, autore dell'opera

Demofoonte (in francese Démophoon, talvolta scritto Démophon) è una tragédie lyrique in tre atti di Luigi Cherubini, rappresentata per la prima volta all'Académie Royale de Musique (Opéra di Parigi) il 2 dicembre 1788. Il libretto, di Jean-François Marmontel, è ispirato al Demofoonte di Metastasio.

## Storia delle rappresentazioni e accoglienza
Demofoonte fu la prima opera francese di Cherubini dopo il trasferimento da Londra a Parigi. Non ebbe successo e presto venne oscurata dall'opera di Johann Christoph Vogel basata sullo stesso soggetto, che fu rappresentata l'anno successivo. Il musicologo Basil Deane scrive: "A posteriori si può facilmente affermare che l'insuccesso era inevitabile. Marmontel basò il libretto in francese su Metastasio, ma sacrificò l'immediatezza del suo ispiratore con intrecci aggiuntivi superflui, adottando un linguaggio pomposamente banale". L'italiano Cherubini ebbe difficoltà a musicare il libretto francese e sono numerosi gli esempi di accentazione sbagliata. Inoltre Cherubini solo parzialmente riuscì a modificare il proprio stile musicale da quello tipico dell'opera seria a quello ispirato a Gluck, che all'epoca dettava la moda in Francia.
Più tardi però una parte della critica dimostrò un maggiore entusiasmo verso la partitura. Edward Joseph Dent sostiene che "Cherubini scrisse un'opera francese, Demofoonte, che nella realizzazione tecnica è magistrale come un lavoro di Mozart. Se qualche lavoro merita di essere chiamato 'classico', questo è Demofoonte."

## Interpreti della prima rappresentazione
| Personaggio              | Tipologia vocale              | Interprete                                     |
| ------------------------ | ----------------------------- | ---------------------------------------------- |
| Démophoon                | basse-taille (basso-cantante) | Auguste-Athanase (Augustin) Chéron             |
| Osmide                   | tenore                        | Étienne Lainez                                 |
| Néade                    | tenore                        | Jean-Joseph Rousseau                           |
| Ircile                   | soprano                       | Anne Chéron (nata Cameroy, detta "Mlle Dozon") |
| Astor                    | baritono                      | François Laïs (anche Lays o Lay)               |
| Dircé                    | soprano                       | Antoinette Saint-Huberty                       |
| Adraste                  | tenore                        | Martin                                         |
| Lygdame                  | basse-taille (basso-cantante) | Moreau                                         |
| Un ufficiale del palazzo | basse-taille (basso-cantante) | Châteaufort                                    |
| L'oracolo                | basse-taille (basso-cantante) | Châteaufort                                    |
| Una sacerdotessa         | soprano                       | Anne-Marie-Jeanne Gavaudan                     |
| Un fanciullo             | muto                          | Mlle Desforges                                 |

## Discografia
- 1982 - Silvano Carroli (Démophon), Linda Kelm (Dircé), Veriano Luchetti (Osmide), Håkan Hagegård (Astor), Christer Bladin (Neade), Cecilia Gasdia (Ircile) - Direttore: Gianluigi Gelmetti - Orchestra di Roma della RAI. Budapest Radio Chorus - Registrato dal vivo a Perugia il 26 settembre 1982- CD: The Opera Lovers DEM 198201[5]
- 1985 - Giuseppe Taddei (Démophon), Montserrat Caballé (Dircé), Veriano Luchetti (Osmide), Jean-Philippe Lafont (Astor), Christer Bladin (Neade), Margarita Castro Alberty (Ircile), Natale de Carolis (Lygdame), Giovanni Gusmeroli (Oracolo), Luigi Petroni (Adraste), Laura Musella (Sacerdotessa), Bernardino di Bagno (Corifeo) - Direttore: Gianluigi Gelmetti - Orchestra e Coro del Teatro dell'Opera di Roma - Registrazione dal vivo - LP: Legendary Recordings LR 215-3. CD: House of Opera CDBB 173 (2003). DVD: House of Opera DVDZZ 210; Encore DVD 2933 (2007)[6]